# Mittelbergheim
Mittelbergheim je občina v departmaju Bas-Rhin francoske regije Alzacija.
Leta 1990 je v občini živelo 628 oseb oz. 164 oseb/km².